# Booborowie
Booborowie är en ort i Australien. Den ligger i kommunen Goyder och delstaten South Australia, omkring 150 kilometer norr om delstatshuvudstaden Adelaide. Antalet invånare är 268.
Trakten runt Booborowie är nära nog obefolkad, med mindre än två invånare per kvadratkilometer.. Närmaste större samhälle är Spalding, omkring 15 kilometer nordväst om Booborowie.
Trakten runt Booborowie består till största delen av jordbruksmark. Genomsnittlig årsnederbörd är 513 millimeter. Den regnigaste månaden är maj, med i genomsnitt 78 mm nederbörd, och den torraste är december, med 12 mm nederbörd.